# Тадеуш Фанграт
Тадеуш Фанграт, пол. Tadeusz Fangrat (*2 березня 1912, Лодзь — 6 липня 1993, Варшава) — польський поет, сатирик, перекладач угорської літератури.
Закінчив Інститут адміністративного права в Лодзі. Дебютував на сторінках журналу «Основа» як поет. Брав участь у вересневій компанії. В 1939–1945 перебував в Угорщині, де активно представляв Польщу. Повернувся до Польщі в 1945 році. В 1946–1949 виконував обов'язки прес-аташе та секретаря в польському посольстві в Будапешті. З 1950 року мешкав у Варшаві.

## Творчість
- Kolczasta wolność
- Z żagwią przez mroki
- Nas — troje
- Dobre ziółka
- Igraszki z krainy fraszki
- Zawracanie biało-głowy
- Dziki w goździkach
- Rymowianki
- Obyczaje miłości